# Premio Bollingen per la poesia
Il Premio Bollingen per la poesia è un premio letterario statunitense attribuito al miglior autore statunitense come riconoscimento alla carriera o per la singola raccolta di versi.
Istituito nel 1948 dal filantropo Paul Mellon tramite la Bollingen Foundation promossa dalla Biblioteca del Congresso, è amministrato dalla Beinecke Rare Book and Manuscript Library dell'Università Yale e assegnato ogni due anni.
Attribuito nella sua prima edizione (e non senza polemiche) a Ezra Pound, all'epoca confinato in manicomio, riconosce al vincitore un assegno che, al 2019, ammonta a 165 000 dollari.

## Albo d'oro[6]
- 2025 - Arthur Sze[7]
- 2023 - Joy Harjo[8]
- 2021 - Mei-mei Berssenbrugge[9]
- 2019 - Charles Bernstein[10]
- 2017 – Jean Valentine[11]
- 2015 – Nathaniel Mackey
- 2013 – Charles Wright
- 2011 – Susan Howe
- 2009 – Allen Grossman
- 2007 – Frank Bidart
- 2005 – Jay Wright
- 2003 – Adrienne Rich
- 2001 – Louise Glück[12]
- 1999 – Robert Creeley
- 1997 – Gary Snyder
- 1995 – Kenneth Koch
- 1993 – Mark Strand
- 1991 – Laura (Riding) Jackson e Donald Justice
- 1989 – Edgar Bowers[13]
- 1987 – Stanley Kunitz
- 1985 – John Ashbery e Fred Chappell
- 1983 – Anthony Hecht e John Hollander
- 1981 – Howard Nemerov e May Swenson
- 1979 – W.S. Merwin
- 1977 – David Ignatow
- 1975 – A. R. Ammons
- 1973 – James Merrill
- 1971 – Richard Wilbur e Mona Van Duyn
- 1969 – John Berryman e Karl Shapiro
- 1967 – Robert Penn Warren
- 1965 – Horace Gregory
- 1962 – Robert Frost
- 1961 – John Hall Wheelock e Richard Eberhart
- 1960 – Yvor Winters
- 1959 – Delmore Schwartz e David Jones
- 1958 – Theodore Roethke
- 1957 – Edward Estlin Cummings
- 1956 – Allen Tate
- 1955 – Conrad Aiken
- 1954 – Léonie Adams e Louise Bogan
- 1953 – Wystan Hugh Auden
- 1952 – Archibald MacLeish e William Carlos Williams
- 1951 – Marianne Moore
- 1950 – John Crowe Ransom
- 1949 – Wallace Stevens
- 1948 – Ezra Pound